# Extra
Extra, figurante o comparsa son términos que en el mundo del espectáculo recibe la persona sin categoría de actor que solo aparece de fondo, con o sin presencia singularizada, y que no pronuncia por lo general diálogo alguno. En la tradición de los oficios del teatro, figurantes y comparsas forman la base del conjunto de «meritorios» (aspirantes a actores) de una representación teatral. En el mundo de la ópera existe una figura similar en la persona del partiquino.
Desde el punto de vista de la producción y la realización, en especial en el terreno cinematográfico, los extras o figurantes forman un conjunto esencial, hasta el punto de tener designados uno o varios «directores de figuración».

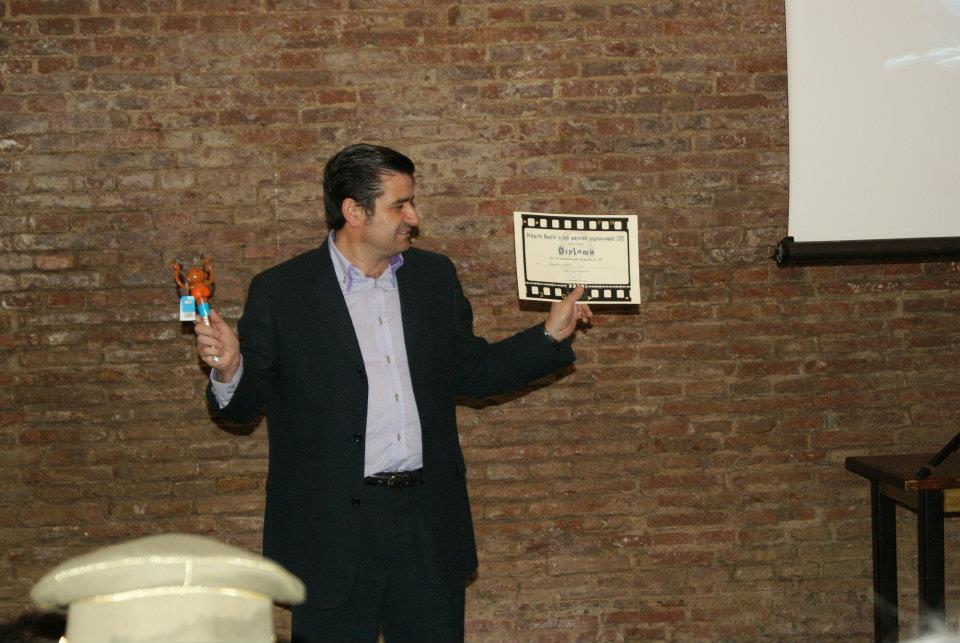
Alejandro Martin, Premio "Mudito 2012" al figurante con más tiempo en plano.

Profesionalmente, los figurantes no están representados en ninguna categoría de premios del mundo del espectáculo. En España el primer reconocimiento a este sector laboral se realizó en Madrid el 15 de abril de 2012 en la gala de los "Premios Mudito", que celebró su tercera edición el 11 de febrero de 2014.

## Tipos o categorías
- Figuración normal: para personas que forman un fondo con actuación en plano secundario y a las que no se les suele distinguir la cara.

- Figuración fija: para todos aquellos figurantes que por exigencia del guion o por las características de la producción aparecen reiteradamente porque la historia transcurre en un pueblo pequeño, un local, un espacio reducido... y normalmente aparecen las mismas personas (por ejemplo, en las series de televisión familiares o que se desarrollan en un espacio concreto como en Cuéntame cómo pasó).

- Figuración especial o figuración con frase.

## Famosos
Sería interminable la lista de jóvenes aspirantes a estrellas que se iniciaron en el sector de la figuración, como dato curioso pueden mencionarse los nombres de: Bruce Willis, Sharon Stone, Michael Caine, Matt Damon, Clint Eastwood, Jean Harlow, Oliver Reed, Sylvester Stallone, Rodolfo Valentino o John Wayne.